# Moteur X
Ne doit pas être confondu avec Moteur Poissy ou Moteur en X.
Le moteur X (dit aussi bloc X) est un moteur thermique automobile à combustion interne conçu et fabriqué par la Société Française de Mécanique pour le groupe PSA et Renault.
Il était utilisé par les voitures de la marque Peugeot, Renault, Citroën et Talbot.
Ce moteur a la particularité d'être incliné à 72° vers l'arrière, la boîte de vitesses étant placée sous le bloc formant carter. La lubrification moteur-boîte est commune. Ce bloc a une sonorité typique (transmission moteur-boîte par train d'engrenages dit « triplette »). Le sens de rotation de ce moteur est horaire (côté distribution).
Il fonctionne à essence quatre temps, est muni de quatre cylindres en ligne et huit soupapes en tête, d'un arbre à cames en tête, d'une distribution par chaîne, d'un bloc et culasse en aluminium, est refroidi par eau et doté d'un vilebrequin à cinq paliers.

## Histoire
En 1969, la Régie Nationale des Usines Renault et la Société des Automobiles Peugeot, qui ont décidé de s'associer pour produire des organes en commun, choisissent Douvrin pour y implanter un site de production de moteurs. Objectif annoncé : 6 000 moteurs par jour. En 1972, tous les moyens d'usinage et d'assemblage sont en place pour donner naissance au premier moteur de l'histoire de la Française de Mécanique, le moteur X, commun à Peugeot et Renault ; le site compte déjà 1 000 salariés.
Le premier moteur de l'histoire de la société Française de Mécanique est produit le 15 octobre 1971, il s'agit du « moteur X », il sera officiellement présenté le 5 octobre 1972 sur la Peugeot 104, à l’occasion du Salon de l’Automobile.
Ce moteur à quatre cylindres et arbre à cames en tête est monté transversalement avec une inclinaison de 72° vers l’arrière et entraîne les roues avant. Les 4 cylindrées sont obtenues par accroissement de l’alésage et de la course. La boîte de vitesses est également montée transversalement, dans l’axe du moteur et sous celui-ci, l’entraînement des roues étant assuré par un différentiel intégré à la boîte. Une pignonnerie de transfert logée dans le carter d’embrayage assure la transmission entre le moteur et la boîte.
Le carter, la culasse, le carter d’engrenages et le carter d’embrayage sont en alliage d’aluminium. Les chemises sont amovibles et les pistons en aluminium comportent deux segments de feu et un segment racleur d’huile. Les soupapes sont commandées par un arbre à cames en tête et des culbuteurs.
L’arbre à cames entraîne également l’allumeur du côté du volant moteur. Le pignon de distribution à l’autre extrémité de l’arbre à cames comporte un bossage excentrique séparé assurant la commande de la pompe à essence. La chaîne de distribution est entraînée par le pignon du vilebrequin. La pompe à huile est entraînée par le pignon à côté du pignon de distribution. Cette pompe, montée contre la face inférieure du carter, se trouve sous le couvercle de distribution.
Le vilebrequin est porté par cinq paliers et le jeu axial est repris par deux demi-rondelles de butées. Le demi-carter inférieur assure la connexion entre le moteur et la boîte de vitesses. Le moteur et la boîte utilisent les mêmes silentblocs. Le moteur est graissé sous pression, la pompe à huile à soupape de sûreté intégrale étant montée sous le couvercle du carter de distribution. La pompe est commandée par engrenages, par le vilebrequin.
L’huile de la pompe traverse une galerie vers le filtre à huile d’où elle passe dans les coussinets de palier du vilebrequin, les coussinets des bielles et les organes de transmission. Une autre galerie sortant du filtre envoie l’huile vers l’arbre à cames en tête et les culbuteurs. L’huile de la culasse retourne dans le carter de pignonnerie de transfert puis dans le carter d’huile de la boîte.
En plus de la cartouche remplaçable du filtre à huile montée à l’extérieur du carter, on trouve également un filtre à mailles dans le tuyau d’aspiration de la pompe à huile, dans le carter de boîte. La désignation se compose ainsi : le nom du moteur est composé du X, d'une seconde lettre désignant la cylindrée et d'un chiffre. Ce sont des moteurs dont la cylindrée n’excède pas 1 360 cm3.

## Évolution du moteur
Le « moteur X » évolue pour devenir au millésime 1987 chez PSA, le « moteur TU », bloc qui fait son apparition sur la Citroën AX. Le « moteur TU » est destiné à remplacer le « moteur X », ainsi que le « moteur Poissy » d'origine Simca-Talbot.
Renault, de son côté, abandonne dès 1983 ce bloc (utilisé seulement sur la Renault 14 dans les versions 1 218 cm3 et 1 360 cm3) en revenant à l'éprouvé « moteur Cléon-Fonte » pour ses Renault 9 et Renault 11.

## Modèles équipés de ce moteur
- Peugeot 104
- Renault 14
- Citroën Visa
- Citroën C15
- Citroën LN/LNA
- Talbot Samba
- Peugeot 205
- Citroën BX

### Versions sportives
- Peugeot 104 S
- Peugeot 104 ZS/ZS2
- Talbot Samba Rallye
- Citroën Visa Super X
- Citroën Visa GT/GT Tonic
- Citroën Visa Chrono
- Citroën Visa 1000 Pistes

## Les différentes cylindrées
| Types moteurs (Française de Mécanique) | 108     | 109 - 121 | 110       | 129 - 145 | 126 - 150 - 156 |
| Désignation PSA                        | XV      | XW        |           | XZ        | XY - XYR        |
| Désignation Renault                    |         |           |           | 129 - 145 | 150 - X5J       |
| -------------------------------------- | ------- | --------- | --------- | --------- | --------------- |
| Cylindrée                              | 954 cm3 | 1 124 cm3 | 1 255 cm3 | 1 218 cm3 | 1 360 cm3       |
| Alésage (mm)                           | 70      | 72        | 72        | 75        | 75              |
| Course (mm)                            | 62      | 69        | 77        | 69        | 77              |

Deux études du « moteur X » n'ont pas abouti à une mise en production :
- la version 110[3] initiée par Peugeot ;
- la version 126[3] initiée par Renault pour son projet 125 mort-né dont la cylindrée préfigure celle des futurs 150 et 156.

Une variante du 145 fut étudiée par Renault pour Ligier et destinée au mort-né coupé-break dérivé de la 14.
Dès le début de fabrication du « moteur X », Peugeot puis PSA utilise sa propre désignation tandis que Renault suit la nomenclature de la Française de Mécanique. À partir du millésime 1982, la RNUR emploie une nouvelle codification pour ses mécaniques.
Ainsi, le « moteur X » de type X5J (1 360 cm3) de la Renault 14 GTL (à partir de 1982) est le seul à bénéficier des nouvelles désignations Renault. La désignation des moteurs s'organise en 3 caractères : une lettre, un nombre, une lettre (exemple : C1J, X5J, F2N, etc.).
- La première lettre désigne le bloc moteur : X (« moteur X ») ou C (« moteur Cléon-Fonte »), etc. ;
- Le chiffre correspond au type de moteur : 5 pour essence culasse hémisphérique et carburateur simple corps ;
- La dernière lettre correspond à la cylindrée : J de 1 350 à 1 449 cm3.